# 대중 매체와 미국 정치
대중 매체와 미국 정치는 식민지 시대부터 현재까지 신문, 잡지, 라디오, 텔레비전, 소셜 미디어의 역할을 다룬다.

## 식민지 시대와 혁명 시대

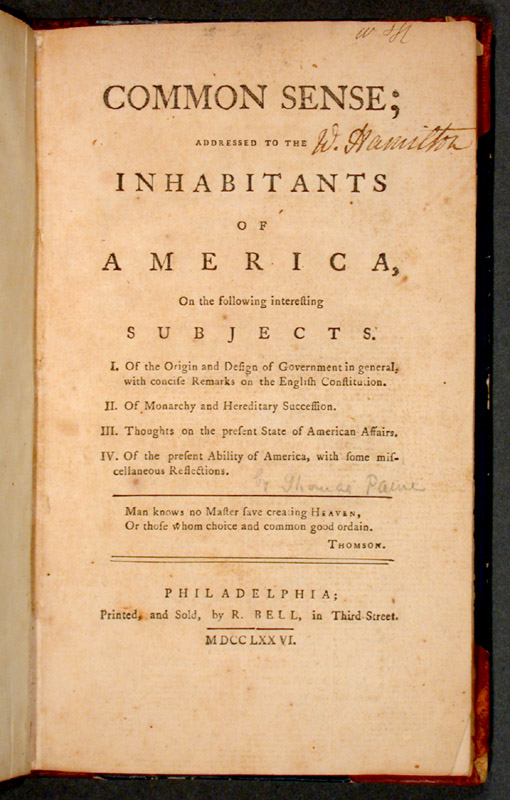

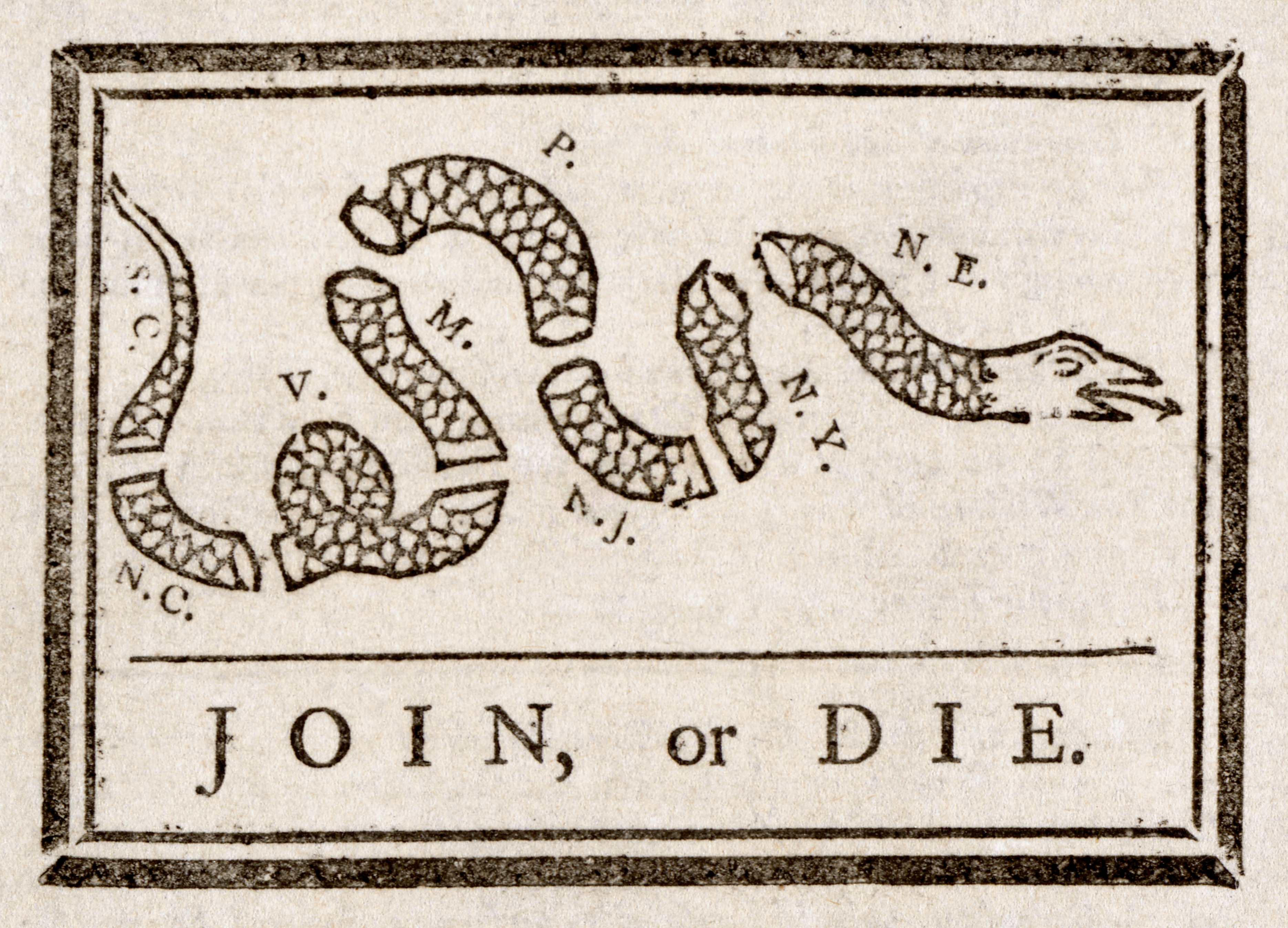
뭉치지 않으면 죽는다, 벤자민 프랭클린

최초의 신문은 상인들에게 최신 무역 뉴스를 제공하기 위해 필라델피아, 뉴욕, 보스턴, 찰스턴과 같은 주요 항구 도시에 발행되었다. 이 신문들은 일반적으로 다른 신문이나 런던 언론으로부터 받은 모든 뉴스를 복사했다. 편집자들은 지역 주지사를 비판하고 더 많은 시청자를 확보할 수 있다는 사실을 발견했고, 주지사는 그가 신문을 폐쇄할 수 있다는 사실을 발견했다. 가장 극적인 대립은 1734년 뉴욕에서 발생했는데, 주지사는 존 피터 젱어의 신문이 풍자 공격을 게재한 후 형사 명예훼손 혐의로 재판에 회부했다. 젱어의 변호사들은 진실이 명예훼손에 대한 방어 수단이라고 주장했고 배심원단은 언론의 자유를 상징하는 미국 영웅이 된 젱어에게 무죄를 선고했다. 그 결과 언론과 정부 사이의 긴장이 고조되었다. 문해력은 미국 전역에 퍼져 있었고 백인 남성의 절반 이상이 글을 읽을 수 있었다. 문맹자들은 종종 지역 술집에서 신문을 소리 내어 읽을 수 있었다. 1760년대 중반까지 13개 식민지에 주간 신문이 24개나 있었고(뉴저지에만 한 개가 부족했다), 정부에 대한 풍자적 공격은 미국 신문에서 일반적인 관행이 되었다. 프랑스와 인디언 전쟁(1757-63)은 많은 신문 기사의 주제가 되어 식민지 주민들에게 미국 문제에 대한 더 넓은 시각을 제공했다. 필라델피아에서 이미 인쇄업자로 유명한 벤자민 프랭클린은 식민지가 프랑스를 물리치기 위해 함께할 것을 촉구하는 최초의 편집 만화 뭉치지 않으면 죽는다를 출판했다. 식민지 인쇄업자들은 다른 신문에서 시작된 뉴스를 재인쇄함으로써 식민지 세계 전체의 뉴스를 평가하고 배포하기 위한 사설 네트워크를 만들었다. 프랭클린은 주도권을 잡았고, 결국 그의 네트워크에는 20개의 신문이 있었다. 이 네트워크는 인지세법에 반대하는 조직과 1770년대 애국자들을 조직하고 대담하게 만드는 데 중요한 역할을 했다.
식민지 신문 네트워크는 1765년 인지세법에 대한 공격을 시작으로 미국 혁명을 촉발하는 데 중요한 역할을 했다. 그들은 지역 및 다른 식민지에서 무슨 일이 일어나고 있는지에 대한 중요한 뉴스를 제공했으며, 애국자들이 사용한 주장을 통해 "대표 없이는 세금을 부과할 수 없다!"와 같은 불만을 표출했다. 신문들은 또한 왕의 위신을 무너뜨리고 애국자들의 의견을 하루아침에 독립을 지지하는 놀라운 성공을 거둔 상식(1776)과 같은 팸플릿을 인쇄하고 판매했다. 중립은 불가능해졌고, 전쟁이 시작되자 소수의 충성파 신문들은 약탈당하고 발행을 중단했다. 그러나 영국은 1776년부터 1783년까지 뉴욕을 포함한 다양한 기간 동안 중요한 도시들을 통제했다. 그들은 1783년에 사라진 충성파 언론을 후원했다.

## 새로운 국가, 1780년대–1820년대

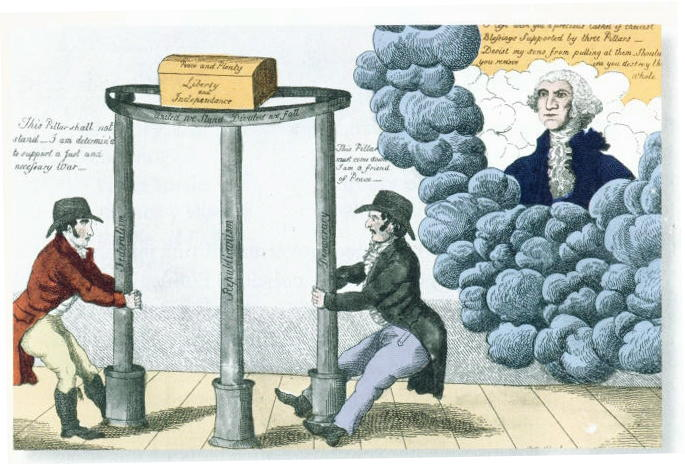
1800년대의 연방주의 포스터. 워싱턴(하늘에서)이 당원들에게 연방주의, 공화주의, 민주주의의 기둥을 지키라고 말한다

1790년대에 첫 두 정당이 결성되면서 양당은 전국적인 신문 네트워크를 구축하여 지지자들에게 당파적 뉴스와 정보를 제공했다. 신문은 또한 유권자들이 투표함에 간단히 넣을 수 있는 팸플릿, 전단지, 투표용지도 인쇄했다.
1796년까지 양당은 전국적인 신문 네트워크를 구축하여 서로를 맹렬히 공격했다. 1790년대의 연방주의 신문과 공화당 신문은 적들을 상대로 악의적인 비판을 주고받았다.
프랑스 혁명, 특히 단두대가 매일 사용되던 1793-94년 자코뱅 테러에 대한 논쟁에서 가장 뜨거운 수사가 나왔다. 민족주의가 최우선 과제였으며, 편집자들은 뉴욕과 필라델피아에서 클럽과 출판물을 통해 민족 문학 문화를 자극하려는 연방주의자들의 노력과 언어를 단순화하고 미국화하려는 연방주의자 노아 웹스터의 노력으로 대표되는 지적 민족주의를 육성했다.
1798년에 정치적 열정이 절정에 달했을 때, 의회의 연방주의자들은 네 가지의 외국인 및 선동 행위법을 통과시켰다. 네 번째 법은 "미국 정부를 비방하려는 의도로 허위, 스캔들, 악의적인 글이나 글을 게시하는 것을 연방 범죄로 규정했다. 또는 그들을 경멸하거나 비난하게 만들기 위해..." 선동법을 위반한 혐의로 20명의 남성이 중범죄 혐의로 기소되었으며, 주로 제퍼슨 공화당의 신문 편집자들이었다. 이 법은 1801년에 만료되었다.

## 제2당 체제: 1830년대–1850년대
양당 모두 전국 신문 네트워크에 크게 의존했다. 일부 편집자는 주에서 중요한 정치적 역할을 했으며, 대부분의 편집자는 집회, 연설 및 후보자에 대한 유용한 정보와 주요 연설 및 캠페인 플랫폼의 텍스트로 논문을 채웠다.

## 제3당 체제: 1850년대–1890년대
신문은 당시 육군식 선거운동의 주요 내부 커뮤니케이션 시스템으로서의 역할을 계속했다. 목표는 숫자가 적은 무소속을 설득하는 것이 아니라 당의 강령에 열광하고 적에 대한 우려를 불러일으켜 충성도가 높은 당원들을 모두 투표장으로 결집시키는 것이었다.
거의 모든 주간 및 일간 신문은 20세기 초까지 당 기관지였다. 호이가 도시 신문을 위한 고속 로터리 프레스와 농촌 신문을 무료로 발행한 덕분에 신문은 확산되었다. 1850년 인구 조사에 따르면 1,630개의 정당 신문(유권자당 발행 부수 약 1부)이 집계되었으며, "독립적인" 신문은 83개에 불과했다. 정당 노선은 모든 뉴스 카피의 배후에 있었으며, 권위 있는 사설은 말할 것도 없고, 모든 호에서 적의 '멍청함'과 당의 '승리'를 드러냈다. 편집자들은 고위 당 지도자였으며, 종종 수익성 높은 우체국장직을 받았다. 호러스 그릴리, 화이트로 리드, 스카일러 콜팩스, 워런 하딩, 제임스 콕스와 같은 최고의 출판사들이 전국 티켓 후보에 올랐다. 1900년 이후 윌리엄 랜돌프 허스트, 조지프 퓰리처 및 기타 대도시 정치인-출판사들은 독자 수 천 명당 1달러로 광고를 통해 훨씬 더 많은 수익을 올릴 수 있다는 사실을 발견했다. 무소속이 되면서 그들은 광고를 읽는 야당과 빠르게 증가하는 소비자 수를 포함하도록 기반을 확장했지만 정치에 대한 관심은 점점 줄어들었다. 1900년 이후 정치 뉴스는 점점 줄어들었는데, 이는 시민들이 더 무관심해지고 점점 더 많은 시청자를 끌어들이는 새로운 프로 스포츠 팀과 당파적 충성심을 공유했기 때문인 것으로 보인다.
네브래스카 주 하원의원 윌리엄 제닝스 브라이언은 "골드 크로스" 연설 이후 백악관 후보로 지명되었다. 그는 자유로운 은화, 포퓰리즘, 부의 분배를 옹호했다. 금본위제, 산업 발전, 금융 보수주의 지지자들의 반대에도 불구하고, 브라이언은 극적인 연설 캠페인을 통해 백악관을 차지하고자 했다. 신문들은 윌리엄 제닝스 브라이언의 연설 녹취록을 발행하여 1890년대 경제 불황기에 어려움을 겪고 있는 농민과 노동자들의 지지를 얻었다. 1900년 캠페인에서 브라이언은 맥킨리 대통령과 치열한 언론 보도로 맞붙었다. 1908년 캠페인에서는 공화당 후보 태프트와 맞붙어 라디오와 영화 같은 새로운 형태의 미디어를 받아들였다. 미디어는 여론 형성에 중요한 역할을 했으며, 일부 언론은 브라이언의 메시지를 비판하고 다른 언론은 홍보했다.

## 진보 시대
이 시기의 미국 신문 산업은 크게 확장되고 있었다. 이 기간 동안 영어 신문의 수는 거의 세 배로 증가했다. 기술은 더 빠른 인쇄기와 더 효율적인 운송 덕분에 이와 관련이 있었다. 뉴욕 월드와 뉴욕 저널과 같은 신문은 재정, 스포츠, 여성, 엔터테인먼트 등에 전념하는 페이지를 통해 다양한 독자층에게 어필했다. 이 기간 동안 다양한 그룹이 신문과 기타 형태의 미디어를 통해 의제를 추진하면서 특정 의제 신문도 증가했다. 이러한 특정 의제 신문에는 전미 여성 참정권 협회의 여성 저널, 반살롱 연맹의 아메리칸 이슈 등이 있다. 시카고, 보스턴, 뉴욕과 같은 주요 도시에 최대 9개의 출판사가 생겨 치열한 경쟁이 벌어지기도 했다. 경쟁으로 인해 이러한 출판사들은 생존을 위해 가격을 단 한 푼으로 낮췄다.

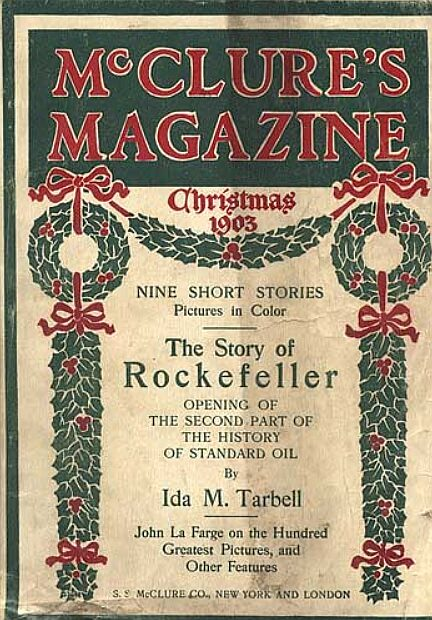

잡지는 새로운 매체는 아니었지만 1900년경 훨씬 더 인기를 끌었고, 일부 잡지는 수십만 명의 구독자를 보유하고 있었다. 전국적인 광고의 급속한 확장 덕분에 표지 가격은 약 10센트로 급격히 하락했다. 한 가지 원인은 정치, 지방 정부 및 대기업, 특히 머크레이커스의 부패에 대한 대대적인 보도였다. 그들은 진보 시대(1890년대~1920년대)의 기자들로, 대중 잡지에 글을 기고하여 사회적, 정치적 죄악과 결점을 폭로했다. 그들은 자신들의 탐사 보도에 의존했고, 머크레이커스는 종종 사회적 병폐와 기업 및 정치적 부패를 폭로하기 위해 노력했다. 머크레이킹 매거진, 특히 맥클루어는 기업 독점과 비뚤어진 정치 기계에 맞서면서 만성적인 도시 빈곤, 안전하지 않은 근무 조건, 아동 노동과 같은 사회적 문제에 대한 대중의 인식을 높였다. 이 기자들은 시어도어 루스벨트가 머크레이커스를 비난하면서 그들이 머크레이커스라는 별명을 얻었다.
레이 스탠너드 베이커, 조지 크릴, 그리고 브랜드 휘틀록은 주와 지역 차원의 부패를 폭로하는 데 특화되어 있었다. 링컨 스테픈스는 대도시의 부패를 추적했다. 아이다 타벨은 존 D. 록펠러의 스탠다드 오일 컴퍼니를 공격했다. 대부분의 사기꾼들은 논픽션을 썼지만, 가상의 폭로는 종종 업튼 싱클레어의 폭로와 같은 큰 영향을 미쳤다. 그는 부패한 육류 포장 산업과 이 공장에서 일하는 남성들의 끔찍한 노동 조건, 그리고 육류 오염을 폭로한 것으로 가장 잘 알려져 있다.

## 뉴딜 시대
대도시의 주요 신문 대부분은 보수적인 출판사가 소유하고 있었고, 1934년경에는 윌리엄 랜돌프 허스트가 운영하는 주요 체인점을 포함하여 진보 성향의 프랭클린 D 루즈벨트 대통령에게 적대적인 태도를 취했다. 루즈벨트는 라디오로 전향하여 더 많은 청취자에게 직접 다가갈 수 있었다. 이전 선거 캠페인 기간 동안 각 정당은 전국적으로 주요 연설 방송을 후원했다. 그러나 루즈벨트는 벽난로 옆에 앉아 한 방에 앉아 있는 것처럼 일대일로 친밀한 강연을 했다. 그의 수사 기법은 매우 효과적이었다. 그러나 재현하기는 매우 어려웠다. 라디오 방송인이자 할리우드 스타로 경력을 시작한 젊은 로널드 레이건은 루즈벨트가 소개한 올바른 어조, 뉘앙스, 친밀감에 부합하는 몇 안 되는 인물 중 한 명이었다.
평시에는 언론의 자유가 신문의 이슈가 아니었다. 그러나 라디오가 새로운 이슈를 제시했는데, 이는 정부가 전파를 통제하고 이를 허가했기 때문이다. 연방통신위원회는 1941년 "메이플라워 판결"에서 어떠한 편집 의견도 방송하지 못하도록 판결했지만, 정당들은 여전히 자신들의 연설과 프로그램을 위해 방송 시간을 구매할 수 있었다. 이 정책은 1949년에 반대 의견이 동등하게 주어지면 편집을 허용하는 "공정성 독트린"으로 대체되었다.

## 텔레비전 시대: 1950년대–1980년대
1950년대에 텔레비전이 미국 가정에 등장하면서 즉시 주요 선거 매체가 되었다. 정당 충성도가 약화되고 무소속 후보의 수가 급격히 증가했다. 그 결과 후보자들은 열렬한 지지자들을 모으는 데 덜 신경을 쓰고 대신 무소속 유권자들에게 호소했다. 그들은 주요 선거 운동 장치로 텔레비전 광고 기법을 채택했다. 처음에는 각 정당이 30분 또는 30분 동안 긴 연설에 비용을 지불했다. 1960년대에 이르러 그들은 30초 또는 1분짜리 광고가 반복적으로 가장 효과적인 기법이라는 사실을 발견했다. 하지만 비용이 많이 들기 때문에 기금 모금은 캠페인 승리에 점점 더 중요해졌다.

## 뉴미디어 시대: 1990년대 이후

미국 신문 광고 수익 미국신문협회가 발표한 자료

주요 기술 혁신은 대중 매체를 변화시켰다. 이미 텔레비전에 압도된 라디오는 틈새 서비스로 변모했다. 토크 라디오를 기반으로 중요한 정치적 차원을 발전시켰다. 텔레비전은 훨씬 적은 시청자를 확보하며 살아남았지만 선거 캠페인의 최고 광고 매체로 남았다. 신문은 절박한 곤경에 처했고, 대부분의 오후 신문은 문을 닫았고, 인터넷이 광고와 뉴스 보도를 약화시키면서 대부분의 아침 신문은 간신히 살아남았다.
페이스북과 트위터와 같은 새로운 소셜 미디어는 처음에는 개인용 컴퓨터와 인터넷을 사용했고, 2010년 이후에는 스마트폰을 사용하여 수억 명, 특히 35세 미만의 사람들을 연결했다. 2008년까지 정치인들과 이익 단체들은 이전에 도달했던 것보다 훨씬 더 많은 청중에게 메시지를 전달하기 위해 소셜 미디어를 체계적으로 사용하는 실험을 하고 있었다.
정치 전략가들이 2016년 대선에 관심을 기울이면서 페이스북을 점점 더 중요한 광고 도구로 인식하고 있다. 최근 기술 혁신으로 유권자의 더 발전된 분열과 세분화가 가능해졌다. 가장 중요한 것은 이제 페이스북이 작고 타겟팅이 높은 하위 집합에 비디오 광고를 제공할 수 있다는 점이다. 반면에 텔레비전은 모든 시청자에게 동일한 광고를 보여주기 때문에 정확하게 맞춤화할 수 없다. 온라인 존재감은 대통령 후보자의 캠페인 성공에 필수적이다. 소셜 미디어 존재감은 후보자가 유권자에게 직접 접근할 수 있도록 하고, 무료로 광고하며, 다양한 혜택을 제공한다.
미국 정치에서 여성들이 뉴스에서 주로 잘 드러나지 않기 때문에, 그들이 미디어에서 어떻게 묘사되는지 살펴보는 것도 중요하다. "예를 들어, 라코프와 크라니치(1991)는 세 개의 네트워크 뉴스 프로그램을 연구한 결과, 여성들이 카메라 소스로 사용되는 비율이 15%에 불과하다는 것을 발견했다." 이는 미국 정치뿐만 아니라 미디어 내에서도 여성들이 극도로 과소 대표되고 있음을 강조한다.
미디어 소스 외에도 2024년부터 틱톡은 더욱 널리 보급되고 있다. 젊은 유권자들의 관심을 끌기 위한 플랫폼으로 틱톡을 사용하기 시작한 정치인들이 많다. 민주당과 공화당에도 자체 계정이 있어 선거운동에 사용하고 있다. 또한 틱톡은 트럼프 집회를 위한 허위 등록 운동을 촉진하고 경찰의 잔인한 영상을 증폭시키며 블랙 라이프 매터 시위를 공유하여 종종 방향을 잃고 신중하게 편집되는 독특한 시청각 방언을 선보였다. 연구자들은 틱톡이 설립된 이래로 다양하고 확산적이며 거의 통합되지 않은 수백만 명의 젊은이들이 독특하고 이상한 성격에도 불구하고 플랫폼의 능력과 한계를 발견하는 정치적 표현을 분석해 왔다.

## 현대 미디어
몇 가지 새로운 기술이 쉽게 이용 가능해지면서 전문가들은 2000년 이전에는 인터넷이 미국 정치에 큰 영향을 미칠 것이라고 예상하지 못했다. 이 기간 동안 신문, 라디오, 네트워크와 같은 대중 매체는 놀라운 수의 대중을 잃고 있었다. 미국 정치 뉴스를 다룰 때 대중 매체의 뉴스룸의 초점은 정책에서 성격으로 바뀌었다. 이러한 변화는 대중 매체가 정치 뉴스를 다루는 방식에 대한 미국 대중의 의견을 악화시킬 뿐이었다. 이 기간 동안 정치 후보자들은 자신의 정책에 대해 더 잘 알리기 위해 콘텐츠가 풍부한 유료 정치 광고를 사용했다.
인터넷과 디지털 미디어의 도입은 대중 매체가 정치 뉴스를 묘사하는 방식을 바꿀 수 있다는 희망을 주었지만, 이러한 일은 일어나지 않았다. CNN, 폭스 뉴스, MSNBC와 같은 주요 네트워크에서 볼 수 있듯이 "어떤 것에 직접적이고 즉각적으로 참여하여 긴박감이나 흥분을 불러일으키는 특성"이라는 즉각성은 대중 매체의 초점이 되었다. 이들은 드라마틱한 콘텐츠에 초점을 맞춘 재미있는 프로그램 제공의 성공을 바탕으로 시청자를 유지해 왔다. 일부 대중 매체가 소개한 재미있고 흥미로운 정치 뉴스는 소프트 미디어의 부상을 이끌어냈다.
뉴먼과 스미스가 언급했듯이, 2007년 "불꽃을 피우다, 종교적 미디어 소비와 미국 정치"라는 에세이에서 소프트 뉴스는 상당한 정치적 영향을 미칠 수 있었다. 브리태니커는 "소프트 뉴스"를 "소프트 뉴스는 시장 중심의 저널리즘, 저널리즘 스타일, 장르라고도 불리며 정보와 엔터테인먼트의 경계를 흐리게 한다."고 정의한다. 또한 바움이 지적한 바와 같이, 2005년에는 소프트 뉴스 소비자들이 소프트 뉴스에 관심을 돌리기 위한 담보로 관련 정치적 제안에 노출되고 있다.
미디어의 의제 설정 권한은 대중과 정책 입안자로부터 관심을 받는 이슈를 형성할 수 있다. 미디어 보도는 여론과 정책 선호도에 영향을 미칠 수 있다. 정당도 미디어 의제 형성에 영향을 미칠 수 있다. 미디어가 정치에 미치는 영향은 항상 일관된 것은 아니며 맥락에 따라 달라질 수 있다. 학자들은 또한 미디어화와 국제화로 인한 의회 통제력 상실에 대해서도 조사했다. 전반적으로 대중 매체와 미국 정치의 관계는 복잡하고 다각적이며, 미디어는 정치적 의제를 형성하고 여론에 영향을 미치는 데 중요한 역할을 하지만 그 영향력도 우발적이며 다른 요인에 의해 영향을 받을 수 있다.

## 같이 보기
- 19세기 미국의 선거 운동(영어판)
- 미국 신문의 역사(영어판)
- 대중 매체
- 정치 언론
- 미국의 소셜 미디어와 정치 커뮤니케이션(영어판)
- 토크 라디오(영어판)

## 더 읽어보기

### 설문 조사
- Blanchard, Margaret A., ed. History of the Mass Media in the United States, An Encyclopedia. (1998)
- Brennen, Bonnie and Hanno Hardt, eds. Picturing the Past: Media, History and Photography. (1999)
- Caswell, Lucy Shelton, ed. Guide to Sources in American Journalism History. (1989)
- Cull, Nicholas John, David Culbert and David Welch, eds. Mass Persuasion: A Historical Encyclopedia, 1500 to the Present (2003) 479pp; Worldwide coverage
- Daly, Christopher B. Covering America: A Narrative History of a Nation's Journalism (University of Massachusetts Press; 2012) 544 pages; identifies five distinct periods since the colonial era.
- Emery, Michael, Edwin Emery, and Nancy L. Roberts. The Press and America: An Interpretive History of the Mass Media 9th ed. (1999), standard textbook
- Kotler, Johathan and Miles Beller. American Datelines: Major News Stories from Colonial Times to the Present. (2003)
- McKerns, Joseph P., ed. Biographical Dictionary of American Journalism. (1989)
- Mott, Frank Luther. American Journalism: A History of Newspapers in the United States, 1690–1960 (3rd ed. 1962). major reference source and interpretive history.
- Nord, David Paul. Communities of Journalism: A History of American Newspapers and Their Readers. (2001)
- Paneth, Donald. The encyclopedia of American journalism (1983)
- Pride, Armistead S. and Clint C. Wilson. A History of the Black Press. (1997)
- Schudson, Michael. Discovering the News: A Social History of American Newspapers. (1978).
- Sloan, W. David, James G. Stovall, and James D. Startt. The Media in America: A History, 4th ed. (1999)
- Startt, James D. and W. David Sloan. Historical Methods in Mass Communication. (1989)
- Streitmatter, Rodger. Mightier Than the Sword: How the News Media Have Shaped American History (3rd ed. 2011) excerpt; 1997 edition online 보관됨 2009-02-20 - 웨이백 머신
- Vaughn, Stephen L., ed. Encyclopedia of American journalism (Routledge, 2007)

- Humphrey, Carol Sue. The Press of the Young Republic, 1783–1833 (1993) online
- Kaplan, Richard Lee. Politics and the American press: the rise of objectivity, 1865-1920 (2002)
- Pasley. Jeffrey L. "The Tyranny of Printers": Newspaper Politics in the Early Republic (2001) online review
- Strauss, Dafnah. "Ideological closure in newspaper political language during the US 1872 election campaign." Journal of Historical Pragmatics 15.2 (2014): 255-291.  DOI: 10.1075/jhp.15.2.06str  online
- Summers, Mark Wahlgren. The Press Gang: Newspapers and Politics, 1865–1878 (1994) online[깨진 링크(과거 내용 찾기)]

### 최근
- Berry, Jeffrey M. and Sarah Sobieraj. The Outrage Industry: Political Opinion Media and the New Incivility (2014); focus on talk radio and partisan cable news
- Blake, David Haven. Liking Ike: Eisenhower, Advertising, and the Rise of Celebrity Politics (Oxford UP, 2016). xvi, 281 pp.
- Bobbitt, Randy. Us Against Them: The Political Culture of Talk Radio (Lexington Books; 2010) 275 pages. Traces the history of the medium since its beginnings in the 1950s and examines its varied impact on elections through 2008.
- Fiske, John, and Black Hawk Hancock. Media Matters: Race & Gender in US Politics (Routledge, 2016).
- Gainous, Jason, and Kevin M. Wagner. Tweeting to Power: The Social Media Revolution in American Politics (Oxford Studies in Digital Politics) (2013) excerpt
- Graber, Doris A. Mass media and American politics (2009);  widely cited textbook
- Levendusky, Matthew. How Partisan Media Polarize America (2013)
- Street, Paul, and Anthony R. Dimaggio, eds. Crashing the tea party: Mass media and the campaign to remake American politics ( Routledge, 2015).
- Stromer-Galley, Jennifer. Presidential Campaigning in the Internet Age (2014) excerpt
- West, D. M. Air Wars: Television Advertising and Social Media in Election Campaigns, 1952-2012 (2013).